# Norbert Frieters-Reermann
Norbert Frieters-Reermann (geb. Frieters; * 1970) ist ein deutscher Sozialpädagoge und Hochschullehrer im Bereich der Bildungs- und Erziehungswissenschaften. Seine Forschungsschwerpunkte liegen auf den Theorien und Konzepten Sozialer Arbeit, insbesondere der Friedenspädagogik, rassismussensiblen Bildungsarbeit und Sozialen Arbeit im Kontext von Migration und Flucht sowie der lebenslaufbegleitenden Bildung und des intergenerationellen Lernens.

## Leben
Norbert Frieters studierte von 1991 bis 1996 Erziehungswissenschaften mit den Schwerpunkten Sozialpädagogik und Kunsttherapie an der Universität Köln mit Abschluss Diplom. Es schloss sich 1996/1997 der Europäische Masterstudiengang Internationale Humanitäre Hilfe an der Ruhr-Universität Bochum an. Berufsbegleitend promovierte er 2004–2008 an der Friedrich-Alexander-Universität Erlangen-Nürnberg im  Fach Erziehungswissenschaften zum Thema „Friedenspädagogik aus systemisch-konstruktivistischer Perspektive“.
Von 1995 bis 1998 arbeitete er beim Diözesanverband Aachen des Bundes der Deutschen Katholischen Jugend (BdkJ) im Modellprojekt „Kooperation von Schule und Jugendarbeit“ mit, von 1997 bis 1998 war er als Jugendbildungsreferent im Bildungshaus St. Georg der Deutschen Pfadfinderschaft Sankt Georg (DPSG) in Wegberg tätig. Anschließend war er bis 2000 Referent in der Abteilung für Bildungs- und Pastoralarbeit des Bischöflichen Hilfswerks Misereor und von 2000 bis 2001 Projektmitarbeiter im Sektorprogramm Krisenprävention und Konfliktbearbeitung
bei der Deutschen Gesellschaft für Technische Zusammenarbeit (GTZ). Es schlossen sich eine Tätigkeit als Geschäftsführer der Jugendinitiative des bischöflichen Hilfswerkes Misereor und des BDKJ (2002–2006) und die Leitung des bundesweiten Forschungs- und Entwicklungsprojektes zum intergenerationellen Lernen der Katholischen Bundesarbeitsgemeinschaft für Erwachsenenbildung (KBE) (2006–2008) an. Nach einer Tätigkeit als wissenschaftlicher Mitarbeiter am Institut für Soziologie im Lehr- und Forschungsgebiet Gender- und Lebenslaufforschung der Rheinisch-Westfälischen Technischen Hochschule Aachen ist er seit 2011 Professor für Bildungs- und Erziehungswissenschaften an der Abteilung Aachen der Katholischen Hochschule Nordrhein-Westfalen (katho). Berufsbegleitend war Frieters-Reermann ab 1999 zudem freiberuflich als Trainer und Berater in Gewalt- und Rassismusprävention und ziviler Konfliktbearbeitung in nationalen und internationalen Kontexten tätig.
Frieters-Reermann ist römisch-katholisch, verheiratet und lebt in Aachen. Das Ehepaar hat drei Töchter.

## Forschungsschwerpunkte
- Friedenspädagogik und Gewaltprävention
- Intergenerationelles Lernen
- Lebenslaufbegleitende Bildung und Lernen in verschiedenen Lebensphasen
- Systemisch-konstruktivistische Didaktik
- Globales Lernen und Bildung für nachhaltige Entwicklung

## Veröffentlichungen
- (mit Eva-Maria Antz, Julia Franz, Annette Scheunpflug, Markus Tolksdorf:) Generationen lernen gemeinsam – Theorie und Praxis intergenerationeller Bildung. W. Bertelsmann Verlag, Bielefeld 2009, ISBN 978-3-7639-3882-7.
- Frieden lernen. Friedenspädagogik aus systemisch-konstruktivistischer Perspektive.  Erlangen, Nürnberg 2010 (Dissertation) online
- Hrsg. mit Martin Spetsmann-Kunkel: Soziale Arbeit in der Migrationsgesellschaft. Verlag Barbara Budrich, Opladen – Berlin – Toronto 2013, ISBN 978-3-8474-0337-1 online
- Hrsg. mit Gregor Lang-Wojtasik: Friedenspädagogik und Gewaltfreiheit : Denkanstöße für eine differenzsensible Kommunikations- und Konfliktkultur. (= Schriften der Katholischen Hochschule Nordrhein-Westfalen Bd. 21) Budrich, Opladen – Berlin – Toronto 2015, ISBN 3-8474-0190-4.
- Hrsg. mit Marion Gerards, Ute Antonia Lammel, Rainer Krockauer: Aachens Hochschule für Soziale Arbeit : 100 Jahre Tradition – Reflexion – Innovation. Verlag Barbara Budrich, Opladen – Berlin – Toronto 2021, ISBN 3-8474-2171-9.
- Hrsg. mit Verena Klomann, Marianne Genenger-Stricker, Nadine Sylla: Forschung im Kontext von Bildung und Migration : kritische Reflexionen zu Methodik, Denklogiken und Machtverhältnissen in Forschungsprozessen. Springer, Wiesbaden 2019.
- Pädagogik der Echtzeit? Skizze einer kritisch-reflexiven Bildung zur Autonomie mit und nach Covid-19. In: Zeitschrift für internationale Bildungsforschung und Entwicklungspädagogik (ZEP) 43 (2020), S. 9–12 online